# 蘇聯宗教

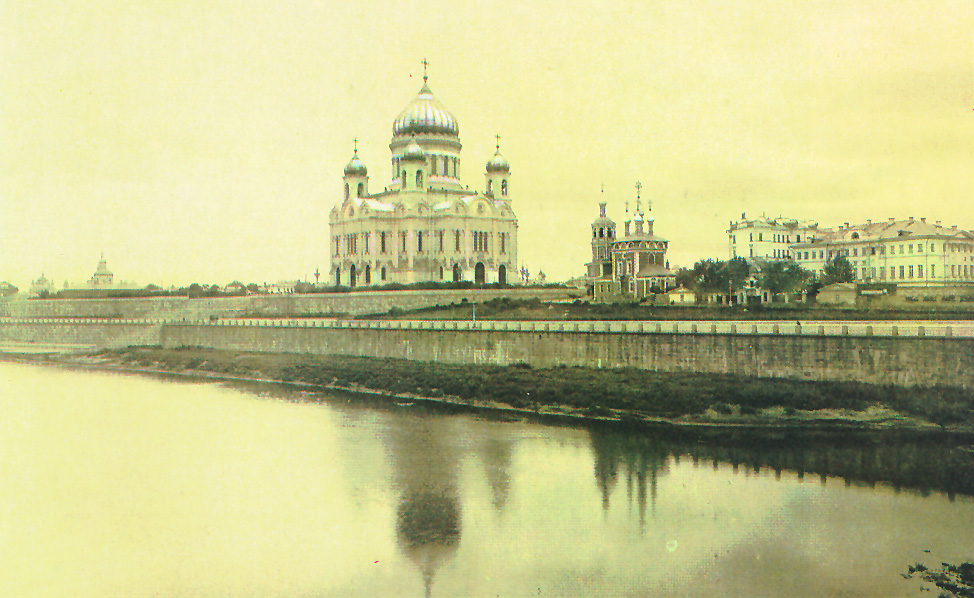
一座1931年被毀的教堂

蘇聯宗教是指蘇聯時期該國的宗教狀況以及該國政府的宗教政策。苏联对宗教的态度較為消極，該國主張国家无神论並且聲稱要消灭现有宗教和以及防止其他宗教傳入蘇聯。
蘇聯時期虽然大多数宗教从未直接取缔，當局也沒有直接下令宗教信徒不准信教，但許多宗教組織的财产被没收，信徒被當局骚扰，蘇聯當局在学校里宣传无神论並且嘲笑、歧視那些宗教信眾。宗教机构不得以任何形式在大众媒体上发表意见和評論，许多宗教建筑也被拆除或挪作他用。 1925年蘇聯當局成立了战斗无神论者同盟進一步迫害宗教信眾。蘇聯當局禁止政府官員、教师以及軍人信仰宗教。